# Conflicte a Ossètia del Nord (1992)
El Conflicte a Ossètia del Nord del 1992 o Conflicte ingúixio-osseta és un conflicte armat interètnic que va tenir lloc al Districte de Prigorodni, part de Rússia, una subdivisió federada d'Ossètia del Nord - Alània, que va començar el 1989 i que va generar una guerra ètnica al 1992 entre autoritats locals ingúixies i unitats paramilitars ossetes.
Segons Human Rights Watch, a causa del conflicte armat més de 900 persones van morir en els dos bàndols. Per parts dels Ossetes 9000 persones es van veure obligades a abandonar Prigorodni i fugir a altres districtes d'Ossètia del Nord, i 60.000 Ingúixos a altres parts d'Ingúixia

## Antecedents
Durant la conquesta del Caucas per part del russos al segle xviii, una part del territori inguix va ser colonitzat per ossetes i russos.
L'any 1924 l'oblast autònom d'Ingúixia és creat amb la inserció d'una part de Prigorodni i una altra de Vladikavkaz, territoris poblats per ingúixos principalment. L'any 1934, l'oblast ingúix és fusionat amb l'oblast autònom txetxè, transformant-se en República Socialista Autònoma de Txetxènia-Ingúixia. Vladikavkaz és relligat a Ossètia del Nord novament.
L'any 1944, durant la Segona Guerra Mundial, els txetxens i ingúixos són acusats pel govern soviètic d'haver col·laborat amb els nazis. Sota l'ordre del dictador Iósif Stalin, les populacions ingúixes i txetxenes són deportades a Sibèria i l'Àsia central. Poc després, la sobirania del territori ara despoblat passa a mans d'Ossètia del Nord.
Però l'any 1957 el govern de l'URSS torna a autoritzar la població a instal·lar-se de nou en els territoris natals. Es reinstaura novament l'RSS Autònoma de Txtxènia-Ingúxia. Entre el 1973 i 1980 els ingúixos comencen a demanar la unificació de Prigorodni a Ingúixia.
Les tensions comencen a pujar de to el 1991 durant la dissolució de l'URSS. Ingúixia declara Prigorodni part del seu territori partint de la Llei adoptada pel Soviet Suprem de l'URSS el 26 d'abril del 1991, que estipulava que el territori era "in jure" d'Ingúixia. Tanmateix, esclata un conflicte armat entre la població local. Les manifestacions armades s'acceleren i a poc a poc s'assisteix a al·legacions per part d'Human Rights Watch de neteja ètnica per part de les autoritats ossetes.

## Conflicte armat
Malgrat el desplegament de 1500 soldats soviètics, la violència ètnica a l'est del riu Térek augmenta considerablement. Durant l'estiu i l'inici de la tardor de 1992, es produeix un augment de les reivindicacions ingúixes de manera paral·lela a freqüents violacions dels drets humans per les forces de seguretat i milícies ossetes. Les accions armades comencen durant la nit del 30 d'octubre de 1992, quan els nacionalistes ingúixos prenen les armes i es rebel·len contra les autoritats ossetes. Esclaten combats per tota la regió i a la capital, Vladikavkaz. En algunes ocasions, les tropes russes s'uneixen a les milícies ossetes per tal de reprimir la insurrecció. Els inguixos són expulsats per la força de casa seva.
El 31 d'octubre, una delegació russa arriba amb la finalitat de posar fi a la violència, però el primer desplegament de soldats de manteniment de la pau russos no comença fins a principis de novembre. Si bé les tropes russes intervenien per evitar actes de violència per part de la policia i la guàrdia republicana osseta, la seva actitud és clarament pro-osseta.